# 北京金融街

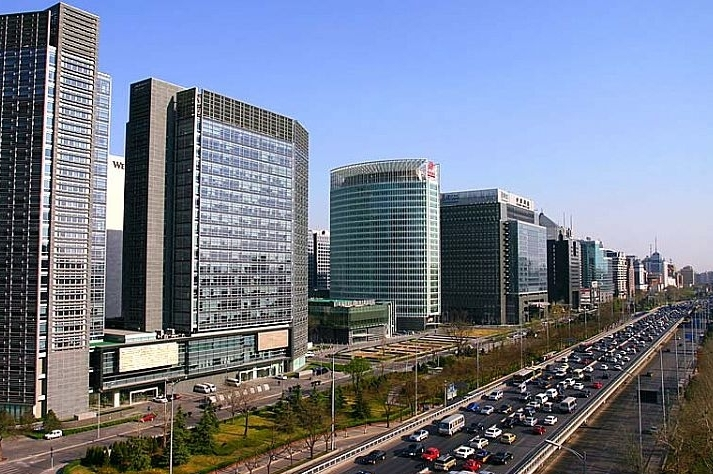
北京金融街

北京金融街（北京金融街, 北京金融街, 拼音: Běijīng Jīnróng Jiē, 英語: Beijing Financial Street, BFS）は中華人民共和国北京市の都心西部の西城区にあるビジネスセンターである。南北の大通りである金融大街と復興門北大街（西二環路の一部、かつての北京城壁の跡を走る）に沿った35の街区にビルが立ち並んでいる。

## 範囲と立地する企業・機関

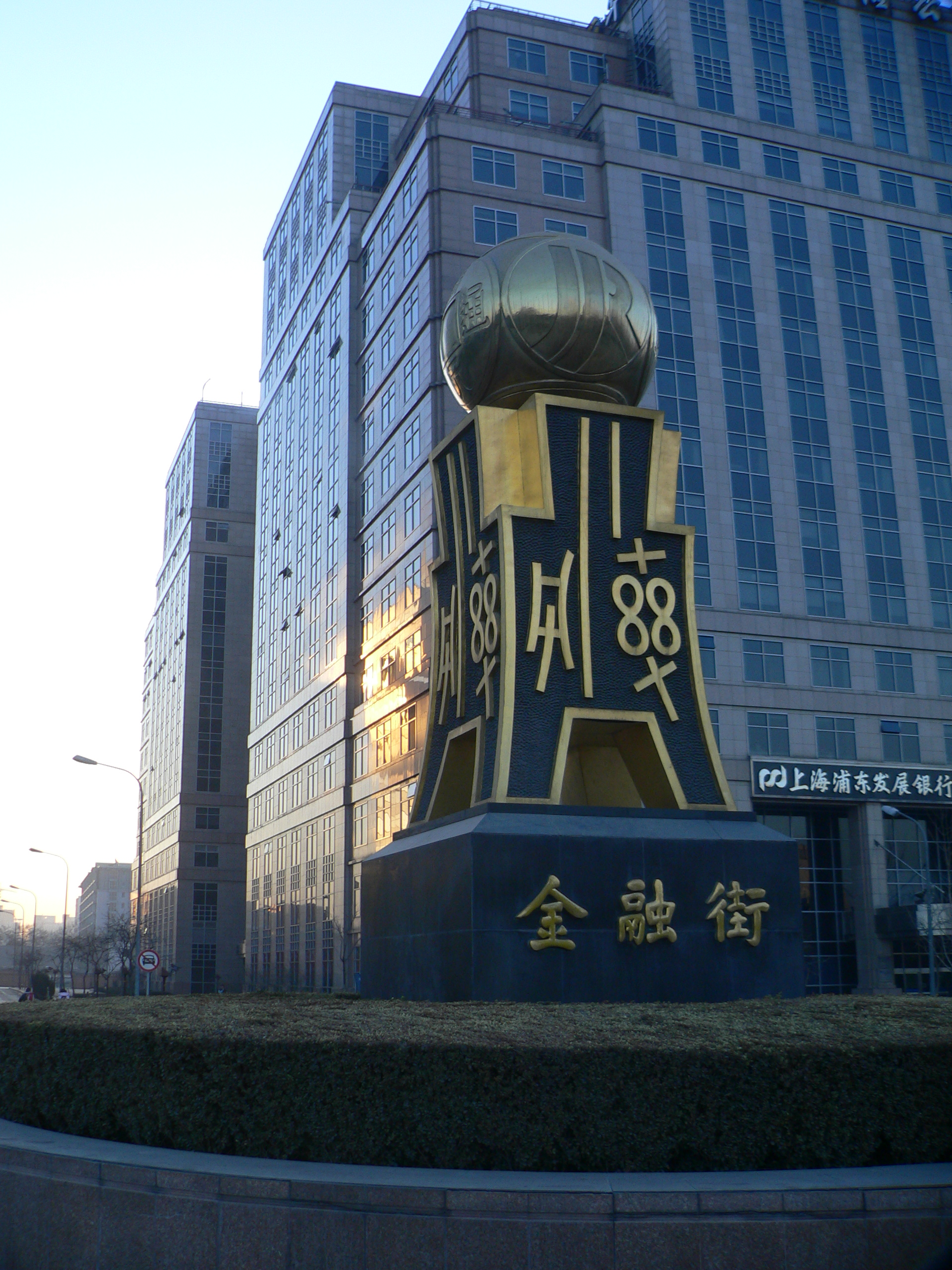
金融街に立つシンボル。春秋戦国時代の貨幣、布貨を模したもの

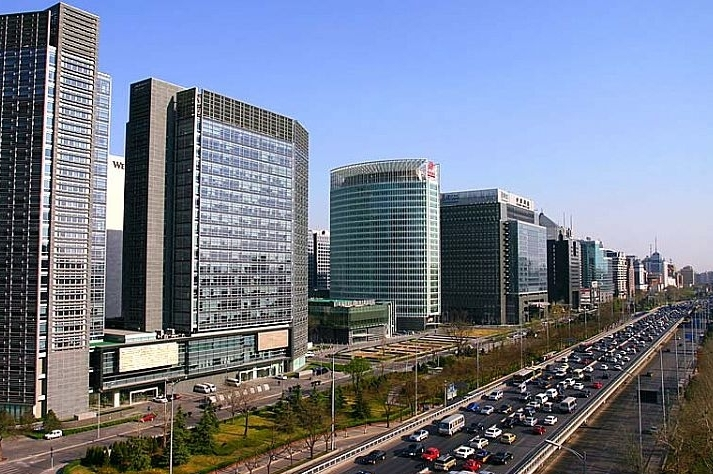

北京金融街の範囲は、南は復興門内大街、北は阜成門内大街、西は復興門北大街（西二環路）、東は太平橋大街に囲まれた地区で、胡同など北京城内の昔からの市街地があった地域を再開発して建設されている。北京市政府の計画により銀行、証券、保険などの金融機関の本社や北京支社が北京市街の西にあたるこの場所に集められており、しばしば中国のウォール街と呼ばれる。また中国の中央銀行である中国人民銀行（People's Bank of China, PBC/PBOC）、金融業を監督する中国銀行業監督管理委員会（China Banking Regulatory Commission, CBRC）、中国証券監督管理委員会（China Securities Regulatory Commission, CSRC）、中国保険監督管理委員会（China Insurance Regulatory Commission, CIRC）、北京証券取引所もこの金融街にある。そのほか、ビジネスマン向けのホテルやショッピングセンター、高級マンションなども揃う。復興門北大街沿いには順成公園という噴水や広場のある緑地公園が南北に続き、憩いの場となっている。

## 開発

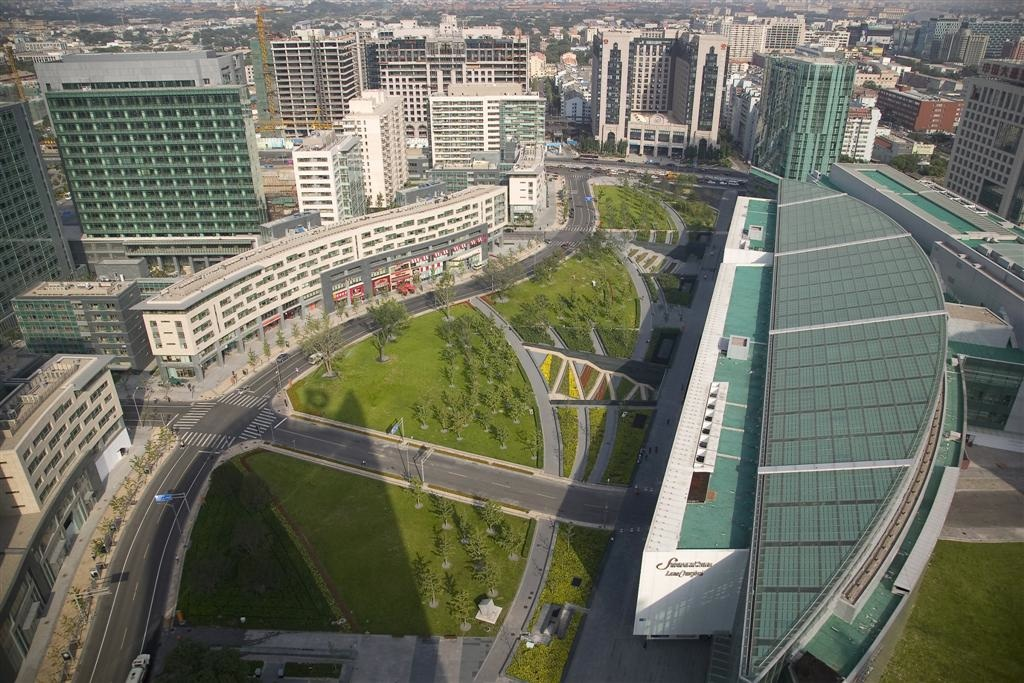
ツインタワーから見下ろす中央公園

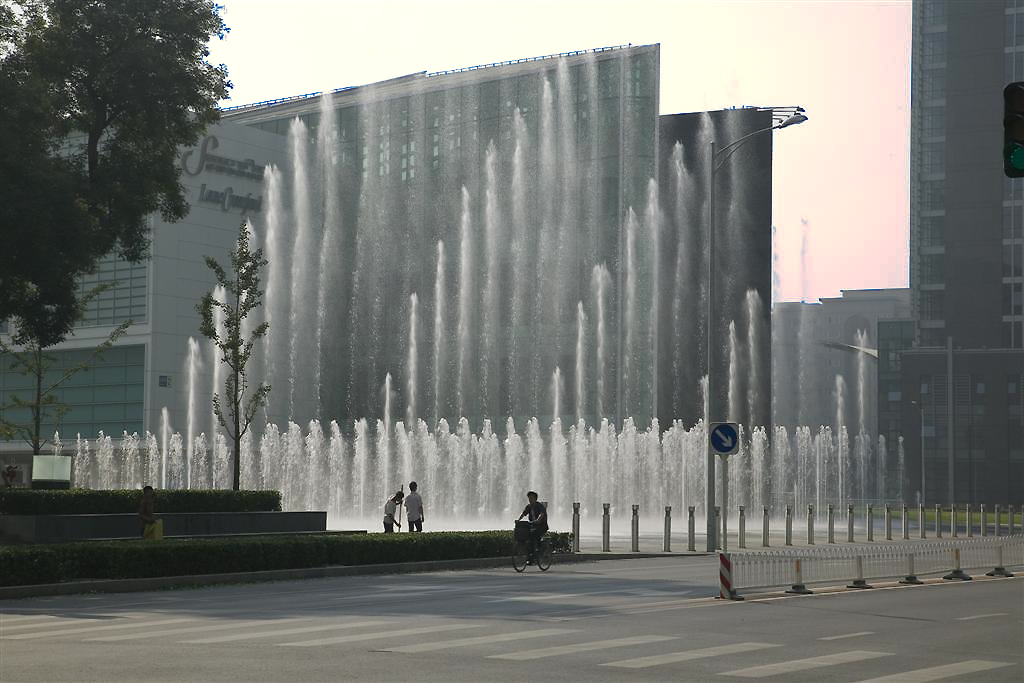
中央公園の噴水

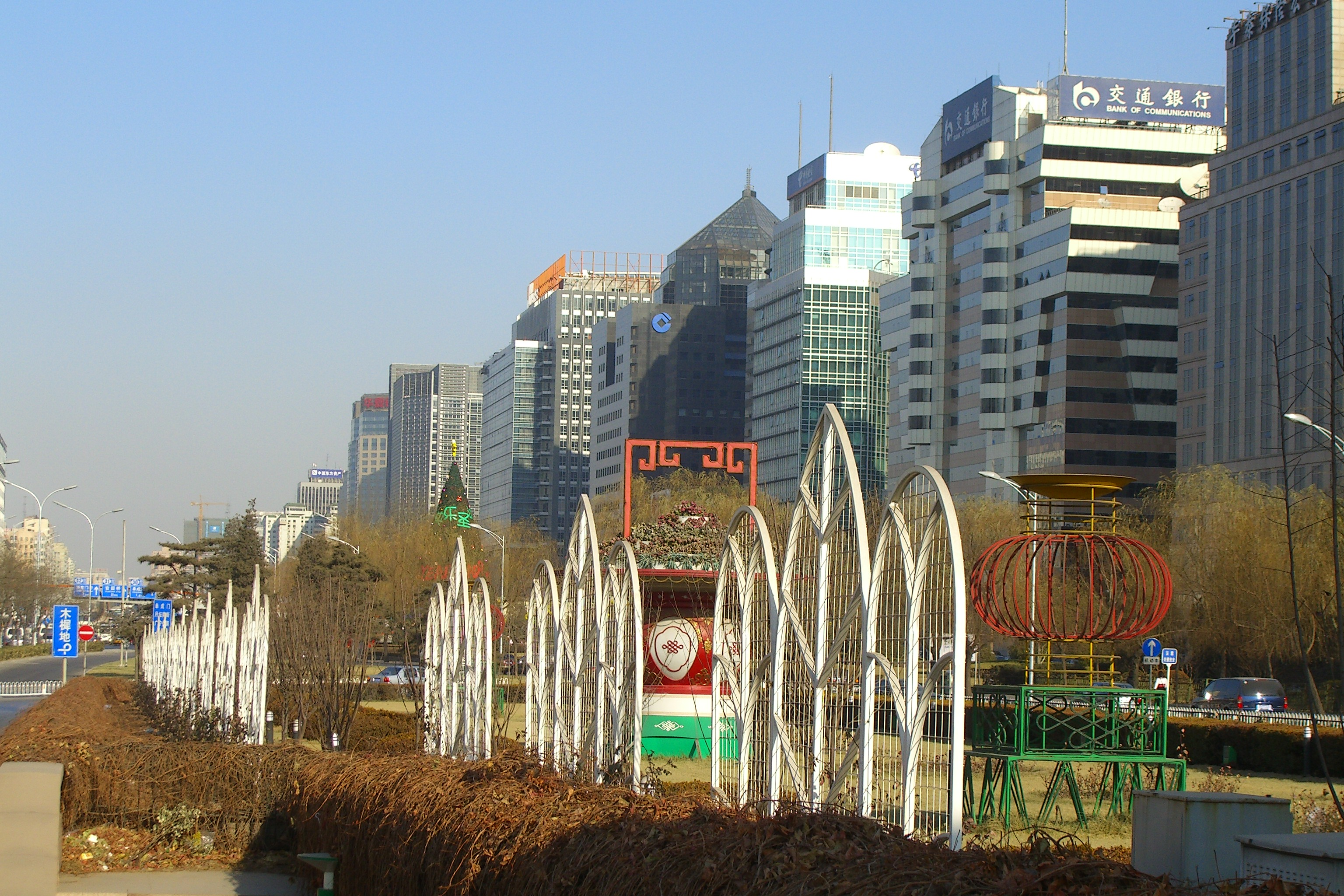
復興門から見る北京金融街

北京市政府が1990年代初頭に策定した都市計画案、『北京城市総体規画（1991-2010年）』の中で、この一帯は金融機関や監督省庁を集積させることになっていた。1993年にはこの計画を中華人民共和国国務院が批准し、1994年から一帯の旧市街地を取り壊して公園や高層ビルなどが建設された。
北京金融街の設計・開発は北京金融街建設開発公司や、持株会社の金融街控股股フェン有限会社（金融街控股股份有限公司）が行っている。またアメリカの設計会社スキッドモア・オーウィングズ・アンド・メリル社（SOM）と、zh:景觀設計を行う SWAグループ landscape architects が、北京金融街のうち中央公園を中心とする街区の都市計画、ランドスケープ・アーキテクチャー（kr:造景）、建築デザインのガイドライン策定を行い、2008年に竣工している。中庭を囲むような建物の平面計画は、胡同の四合院建築を引用したものである。
北京金融街は主に中国の国家級の金融企業・監督省庁が集積し、第二の金融街である市街地東部の北京商務中心区（北京CBD）には主に海外の金融機関を集積されるよう住み分けを図っている。さらに市街地南部の豊台区の麗沢商務区や市街地北西郊外の海淀区の中関村西区などに先端的で高度な金融ベンチャーが集積する地区を建設する計画も進んでいる。北京金融街自体も、西二環路を超えて西三環路まで拡張し、現在の1.18平方キロメートルから4.77平方キロメートルへ拡大する計画が2008年に発表されているが、これにともない魯迅の住んだ八道湾胡同の旧居の保存が危ぶまれている。

## 交通
最寄り駅は、北京地下鉄1号線と2号線の復興門駅、2号線の阜成門駅。